# Leonhard Vogel
Leonhard Vogel (* 12. November 1863 in Rothenburg ob der Tauber; † 2. Dezember 1942 in München) war ein deutscher Veterinär.
Leonhard Vogel war nach dem Studium in München und Weihenstephan sowie der Promotion 1885 an der Universität Erlangen zum Dr. phil. bis 1894 als praktischer Tierarzt und Bezirkstierarzt tätig. Bis 1903 war er Landestierzuchtinspektor und dann noch Landestierarzt im Bayerischen Innenministerium. Als solcher war er bis 1913 verantwortlich für das bayerische Veterinärwesen und Vorgänger von Karl Gasteiger. 1910 wurde er als erster Veterinär Ministerialrat. Er setzte im Innenministerium das Promotionsrecht an der Tierärztlichen Hochschule in München durch. Maßgeblich war er an der Gründung der Veterinärpolizeilichen Anstalt in Oberschleißheim und dem bayerischen Körgesetz beteiligt.
Nach dem Ausscheiden aus dem Ministerium 1913 wurde er ordentlicher Professor für Tierzucht an der Landwirtschaftlichen Abteilung der Technischen Hochschule München in Weihenstephan, wo er seit 1903 schon als Honorarprofessor für Tierzucht gelehrt hatte. Danach wechselte er an die Tierärztliche Fakultät der Ludwig-Maximilians-Universität München, wo er von 1919 bis 1936 als ordentlicher Professor für Tierzucht und polizeiliche Tierheilkunde fungierte.
Er war der Vater von Hermann Vogel und der Großvater der Politiker Hans-Jochen und Bernhard Vogel.